# Rezerwat przyrody Podzamcze
Podzamcze – stepowy rezerwat przyrody znajdujący się w północnej części miasta Bychawa (w dzielnicy Podzamcze), w gminie Bychawa, w powiecie lubelskim, w województwie lubelskim. Leży w granicach Czerniejowskiego Obszaru Chronionego Krajobrazu.
- położenie geograficzne: Wyniosłość Giełczewska
- powierzchnia (według aktu powołującego): 3,40 ha[2]
- rok utworzenia: 1974
- dokument powołujący: Zarządzenie Ministra Leśnictwa i Przemysłu Drzewnego z 12 lipca 1974 roku w sprawie uznania za rezerwat przyrody (MP nr 28, poz. 172).
- cel ochrony (według aktu powołującego): zachowanie zbiorowisk roślinności kserotermicznej[2].

Rezerwat obejmuje zbocze o wysokości względnej 33 m i ekspozycji południowej. Stwierdzono tu występowanie 210 gatunków roślin, do ciekawszych gatunków należą m.in. oman wąskolistny, oman szorstki, ostrożeń pannoński, wisienka karłowata, turzyca niska, turzyca Michela, kostrzewa walezyjska.
Rezerwat nie posiada obowiązującego planu ochrony. Jego obszar objęty jest ochroną czynną, gdyż w wyniku naturalnej sukcesji dochodzi do zarastania murawy kserotermicznej przez roślinność zielną, krzewiastą i drzewiastą, a w konsekwencji do zanikania cennych gatunków roślin będących celem ochrony rezerwatu.